# Para (monedă)

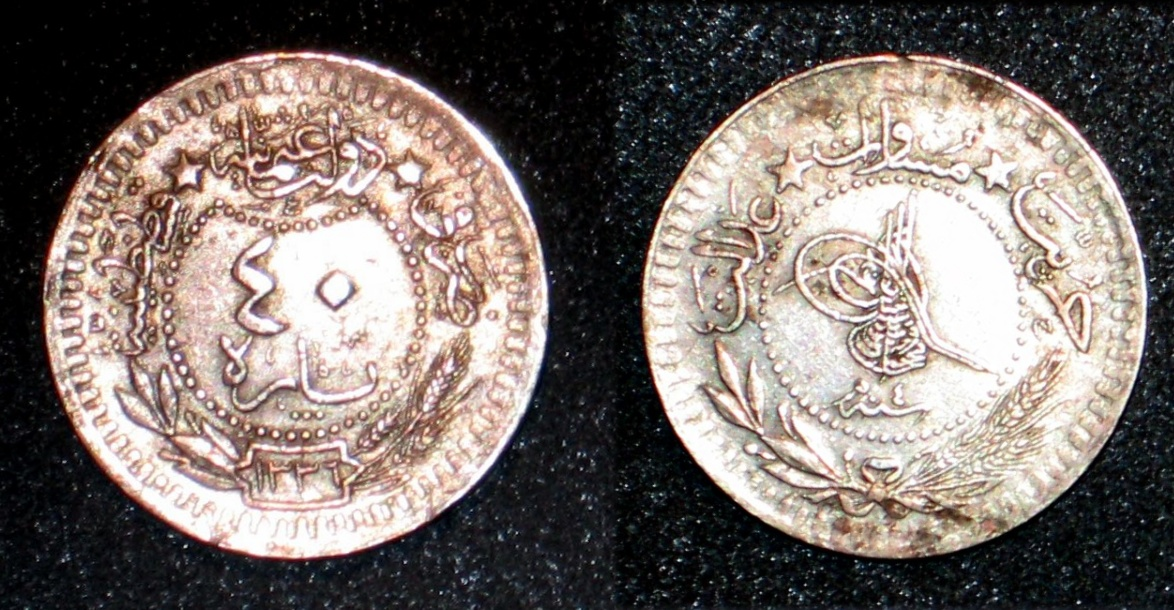
Monedă turcească, emisă de Imperiul Otoman, în 1918, cu valoarea nominală de 40 de parale.

Para (plural: parale) (turcă otomană پاره, transliterat: para; din persană پاره, transliterat: pâre, cu sensul de „bucată”) a fost o denumire atribuită unor monede din fostul Imperiu Otoman, care au circulat și în Moldova și Țara Românească, precum și din Turcia, Egipt, Muntenegru, Albania și Iugoslavia, iar în prezent desemnează subdiviziunea dinarului sârbesc. Prin Regulamentul Organic, introdus între 1831 și 1832 în Moldova și Țara Românească, leul și paraua au fost adoptate ca unități de cont fictive, stabilindu-se echivalența de 1 leu = 40 de parale.

## Istorie

### Moldova și Țara Românească
Între 1831 și 1832, odată cu introducerea Regulamentelor Organice în Țara Românească și Moldova, a fost adoptat ca unitate de cont fictivă leul, care era împarțit în 40 de parale.
Conform articolului 81 din Regulamentul Organic din Moldova din 1837, „prețul tuturor monedelor de aur, sau de argint, ce vor întra în Moldova, se va statornici după a lor de sine curată și adevărată valoră, potrivit cu acel a galbănului de Olanda, care cuprinde 60 grăunță de aur, și 6⁹⁄₁₃ grăunțe de miglă și preț de 31½ lei galbănul, sau de 14 sorocoveți după cursul de astăzi a galbănului și a scorovățului. Această prețuire va fi de temei nestrămutat a cursului monedii în toate luaturile și alejverișurile din lăutru a Moldovei.”

În 1867, odată cu introducerea leului ca monedă fizică națională, unitățile de cont fictive — leul și paraua — au fost înlocuite. Conversia oficială s-a făcut la un curs de 1 leu nou = 2 lei și 28 de parale vechi. Paraua a fost înlocuită de ban, astfel încât 100 de bani echivalau cu 108 parale vechi.

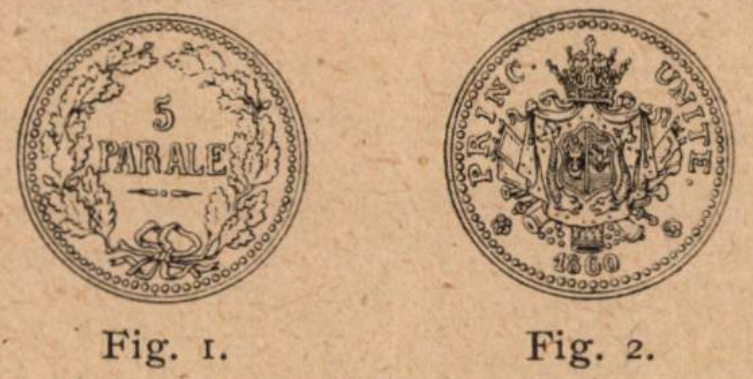
Ilustrație a monedei de 5 parale 1860 publicată în nr. 53-54 al Buletinului Societății Numismatice Române din 1925

#### 5 parale 1860

##### Proba atribuită lui Alexandru Ioan Cuza
În anul 1860, în timpul domniei lui Alexandru Ioan Cuza, a fost realizată, probabil la Paris, o probă monetară din bronz, cu valoarea nominală de 5 parale. Această piesă, necunoscută publicului și colecționarilor până în anii 1920, a fost semnalată pentru prima dată în colecția donată de Gheorghe Sion Bibliotecii Universității din Cluj, în 1922.
Moneda avea un diametru de 22 mm și o grosime de 2 mm. Pe avers era redată valoarea nominală, 5 PARALE, încadrată într-o ghirlandă de frunze de stejar și înconjurată de un cerc perlat. Reversul prezenta stema Principatelor Unite, compusă dintr-un scut despicat: în primul cartier se afla capul de bour al Moldovei, iar în al doilea, acvila cu crucea în cioc, simbol al Țării Românești. Scutul era susținut de doi delfini, iar în fundal apărea un pavilion de hermină, timbrat de o coroană și decorat cu drapele și arme. În partea superioară, de o parte și de alta a stemei, se afla inscripția PRINC. UNITE, iar în partea inferioară, anul emisiunii, 1860, despărțit de restul inscripției prin două rozete. Ca și pe avers, totul era înconjurat de un cec perlat.
Piesa nu a fost pusă în circulație și nu făcea parte din contractul oficial de batere de monedă negociat ulterior cu inginerul Achille Lecler. Proveniența ei este atribuită anturajului domnitorului, fiind primită de Sion de la Arthur Baligot de Beyne, secretarul Elenei Cuza.
Două astfel de monede au fost incluse în a doua restituire parțială a Tezaurului României aflat la Moscova, efectuată de către URSS în anul 1956.

##### Inițiativa emiterii unei monede la Iași
Într-un articol publicat în Tribuna Română din 31 martie 1860, semnat de Theodor Codrescu, acesta, în calitate de „președinte al municipalităței de Iași”, propunea Ministerului de Finanțe emiterea unei monede locale din aramă, invocând dificultățile cauzate de lipsa mărunțișului autohton și de circulația extensivă a monedelor străine, în special austriece. El atrăgea atenția asupra instabilității cursului acestora și a efectelor negative asupra micilor tranzacții comerciale, menționând inclusiv importul acestor piese din Imperiul Austriac în cantități mari. Pentru a susține inițiativa, a atașat cererii adresate autorităților un exemplar al monedei propuse, concepută de el și realizată în atelierele tipografiei Buciumul Român din Iași.

### Imperiul Otoman
În anul 1524, codul de legi otoman al Egiptului (kanunname) făcea referire la moneda egipteană mamelucă medin sub denumirea de pare și îi stabilea valoarea la 2½ dirhami.
În timpul domniei sultanului Murad al IV-lea, în contextul devalorizării accentuate a asprului otoman și al presiunilor fiscale generate de războaie și de plățile tradiționale către soldații otomani la întronarea sultanilor (cülus bahșiși), valoarea altunului ajunsese la 250 aspri. Pentru a stabiliza economia, marele vizir Kara Mustafa Pașa a inițiat o reformă monetară și a introdus o monedă nouă, numită para, cu o greutate de circa 5 carate (1 carat = 0,207 grame) și un titlu ridicat.
În timpul domniei lui Ibrahim I, para a fost standardizată la valoarea de 3 aspri și a fost emisă împreună cu monede de 5 și 10 aspri. Această monedă divizionară a devenit un etalon intermediar între aspru și piastru și a continuat să fie utilizată și dupa 1844, când a piastrul a fost înlocuit de lira otomană, iar para a devenit subdiviziunea oficială a piastrului, 1 liră otomană = 100 parale = 40 piaștri.
A rămas în uz și după proclamarea Turciei, sub Mustafa Kemal, până la sfârșitul anului 1927.

## Țări și valoare

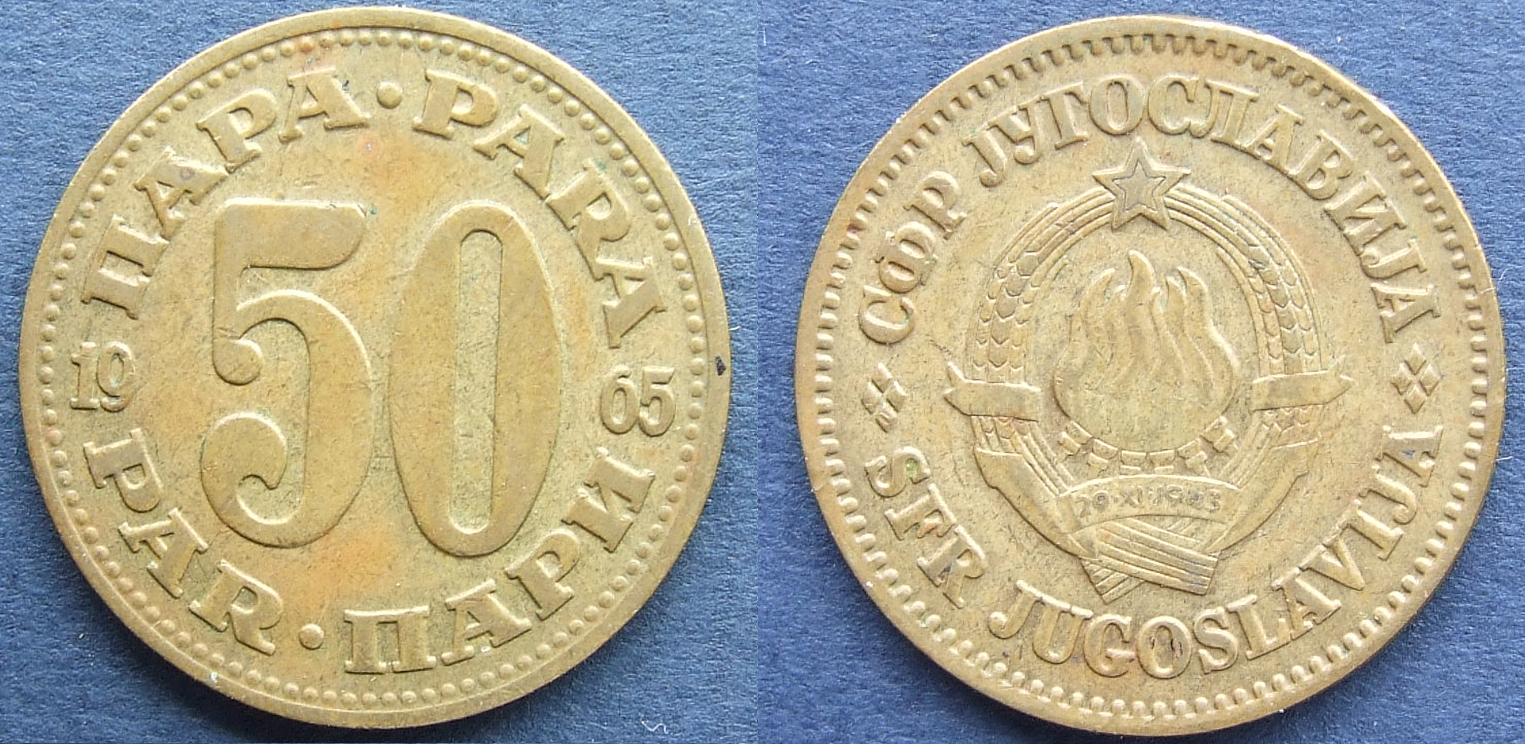
Monedă cu valoarea nominală de 50 de parale, emisă de Republica Socialistă Federativă Iugoslavia, în 1965, diviziune a unui dinar iugoslav.

- o veche subdiviziune monetară turcească;
  - valoare de 2 aspri, 3 bani sau 1/40 dintr-un piastru
- cu valoare de 1/40 dintr-un leu vechi sau cu a suta parte dintr-un leu nou;
  - în Principatul Moldovei și în Țara Românească - Armata rusă a bătut o monedă comună pentru cele două țări românești în timpul războaielor ruso-turce din 1768 și 1774[24], așa-numitele monede de la Sadagura.[24]
- 1/100 dintr-un dinar iugoslav, apoi dintr-un dinar sârb;
- 1/100 dintr-un perper muntenegrean;

## Diverse
Vasile Alecsandri a scris o scurtă nuvelă intitulată Istoria unui galben și a unei parale, publicată pentru întâia oară în revista Propășirea, în 1844 (textul integral există la Wikisursă).